# Saint-Martin-d'Abbat
Saint-Martin-d'Abbat è un comune francese di 1 654 abitanti situato nel dipartimento del Loiret nella regione del Centro-Valle della Loira.
Il comune si trova nel perimetro della regione naturale della Valle della Loira iscritta nel patrimonio mondiale dell'UNESCO.

## Società

### Evoluzione demografica
Abitanti censiti